# Comuna de Lubraniec
Lubraniec (polaco: Gmina Lubraniec) é uma gminy (comuna) na Polónia, na voivodia de Cujávia-Pomerânia e no condado de Włocławski. A sede do condado é a cidade de Lubraniec.
De acordo com os censos de 2004, a comuna tem 10 089 habitantes, com uma densidade 68,1 hab/km².

## Área
Estende-se por uma área de 148,18 km², incluindo:
- área agricola: 88%
- área florestal: 4%

## Demografia
Dados de 30 de Junho 2004:
|                      | Total   | Total | Mulheres | Mulheres | Homens  | Homens |
| -------------------- | ------- | ----- | -------- | -------- | ------- | ------ |
|                      | pessoas | %     | pessoas  | %        | pessoas | %      |
| População            | 10 089  | 100   | 5117     | 50,7     | 4972    | 49,3   |
| Densidade (pop./km²) | 68,1    | 100   | 34,5     | 34,5     | 33,6    | 33,6   |

De acordo com dados de 2002, o rendimento médio per capita ascendia a 1306,75 zł.

## Comunas vizinhas
- Boniewo, Brześć Kujawski, Choceń, Izbica Kujawska, Osięciny, Topólka